# Milan-Turin 2020
La 101e édition de Milan-Turin a  lieu le 5 août 2020, sur une distance de 200 kilomètres, entre Magenta et Turin. Elle fait partie du calendrier UCI ProSeries 2020 (deuxième niveau mondial) en catégorie 1.Pro. C'est également l'une des manches de la Coupe d'Italie.

## Équipes
| WorldTeams (14)- AG2R La Mondiale - Astana - Bora-Hansgrohe - CCC Team - Deceuninck-Quick Step - Groupama-FDJ - Israel Start-Up Nation - Lotto Soudal - Mitchelton-Scott - Movistar Team - Ineos - Jumbo-Visma - Trek-Segafredo - UAE Team Emirates ProTeams (7)- Alpecin-Fenix - Androni Giocattoli-Sidermec - Bardiani CSF Faizanè - Circus-Wanty Gobert - Gazprom-RusVelo - Arkéa-Samsic - Vini Zabù-KTM Équipe nationale- Italie |
| |

## Classement final
| \| Classement général \| Classement général \| Classement général \| Classement général \| Classement général \| \| Coureur \| Coureur \| Pays \| Équipe \| Temps \| \| ------------------ \| ------------------ \| ------------------ \| --------------------------- \| ------------------ \| \| 1er \| Arnaud Démare \| France \| Groupama-FDJ \| 4 h 18 min 57 s \| \| 2e \| Caleb Ewan \| Australie \| Lotto-Soudal \| + 0 s \| \| 3e \| Wout van Aert \| Belgique \| Jumbo-Visma \| + 0 s \| \| 4e \| Peter Sagan \| Slovaquie \| Bora-Hansgrohe \| + 0 s \| \| 5e \| Danny van Poppel \| Pays-Bas \| Circus-Wanty Gobert \| + 0 s \| \| 6e \| Nacer Bouhanni \| France \| Arkéa-Samsic \| + 0 s \| \| 7e \| Fernando Gaviria \| Colombie \| UAE Team Emirates \| + 0 s \| \| 8e \| Manuel Belletti \| Italie \| Androni Giocattoli-Sidermec \| + 0 s \| \| 9e \| Dion Smith \| Nouvelle-Zélande \| Mitchelton-Scott \| + 0 s \| \| 10e \| Ben Swift \| Royaume-Uni \| Team Ineos \| + 0 s \| |                  |                  |                             |                 |
| |                  |                  |                             |                 |
| Source : ProCyclingStats |                  |                  |                             |                 |
| Classement général |                  |                  |                             |                 |
| Coureur | Coureur          | Pays             | Équipe                      | Temps           |
| 1er | Arnaud Démare    | France           | Groupama-FDJ                | 4 h 18 min 57 s |
| 2e | Caleb Ewan       | Australie        | Lotto-Soudal                | + 0 s           |
| 3e | Wout van Aert    | Belgique         | Jumbo-Visma                 | + 0 s           |
| 4e | Peter Sagan      | Slovaquie        | Bora-Hansgrohe              | + 0 s           |
| 5e | Danny van Poppel | Pays-Bas         | Circus-Wanty Gobert         | + 0 s           |
| 6e | Nacer Bouhanni   | France           | Arkéa-Samsic                | + 0 s           |
| 7e | Fernando Gaviria | Colombie         | UAE Team Emirates           | + 0 s           |
| 8e | Manuel Belletti  | Italie           | Androni Giocattoli-Sidermec | + 0 s           |
| 9e | Dion Smith       | Nouvelle-Zélande | Mitchelton-Scott            | + 0 s           |
| 10e | Ben Swift        | Royaume-Uni      | Team Ineos                  | + 0 s           |

## Classements UCI
La course attribue aux coureurs le même nombre de points pour l'UCI Europe Tour 2020 et le Classement mondial UCI.
| Position           | 1er | 2e  | 3e  | 4e  | 5e | 6e | 7e | 8e | 9e | 10e | 11e | 12e | 13e | 14e | 15e | 16e à 30e | 31e à 40e |
| Classement général | 200 | 150 | 125 | 100 | 85 | 70 | 60 | 50 | 40 | 35  | 30  | 25  | 20  | 15  | 10  | 5         | 3         |